# Makeba Riddick
Makeba Riddick, född 1981, är en amerikansk sångare och låtskrivare som har varit aktiv sedan 2005.

## Diskografi
Singlar (som bidragande artist)
- 2002 – "You Can Get It" (B2K med Makeba Riddick)[1]
- 2009 – "If We Ever" (David Guetta med Makeba)[1][2]

## Producerade och skrivna låtar
| År   | Artist            | Sång                           | Album                    | Skivbolag                              |
| ---- | ----------------- | ------------------------------ | ------------------------ | -------------------------------------- |
| 2002 | Jennifer Lopez    | "All I Have"                   | This Is Me... Then       | Epic Records                           |
| 2002 | B2K               | "Sprung"                       | Pandemonium!             | Epic Records                           |
| 2005 | Mariah Carey      | "So Lonely (One & Only Part 2) | The Emancipation of Mimi | Island Records                         |
| 2005 | Jennifer Lopez    | "Hold You Down"                | Rebirth                  | Epic Records                           |
| 2005 | Toni Braxton      | "Please"                       | Libra                    | Blackground Records                    |
| 2006 | Rihanna           | "We Ride"                      | A Girl Like Me'          | Def Jam Records                        |
| 2006 | Rihanna           | "If It's Lovin' That You Want" | A Girl Like Me'          | Def Jam Records                        |
| 2006 | Danity Kane       | "Touching My Body"             | Danity Kane              | Bad Boy Records                        |
| 2006 | Danity Kane       | "Stay with Me"                 | Danity Kane              | Bad Boy Records                        |
| 2006 | Jessica Simpson   | "I Dont Wanna Care"            | A Public Affair          | Columbia Records                       |
| 2006 | Fantasia          | "Surround You"                 | Fantasia                 | J Records                              |
| 2006 | JoJo              | "Let It Rain"                  | The High Road            | Universal Records                      |
| 2006 | Taylor Hicks      | "Heaven Knows"                 | Taylor Hicks'            | J Records                              |
| 2006 | Cassie            | "Can't Do It Without You"      | Cassie                   | Bad Boy Records                        |
| 2006 | Brooke Hogan      | "Next Time"                    | Undiscovered             | SMC, SoBe Entertainment                |
| 2007 | Beyoncé           | "Déjà Vu"                      | B'Day                    | Columbia Records                       |
| 2007 | Beyoncé           | "Get Me Bodied"                | B'Day                    | Columbia Records                       |
| 2007 | Beyoncé           | "Suga Mama"                    | B'Day                    | Columbia Records                       |
| 2007 | Beyoncé           | "Upgrade U"                    | B'Day                    | Columbia Records                       |
| 2007 | Rihanna           | "Disturbia"                    | Good Girl Gone Bad       | Def Jam Records                        |
| 2007 | The Cheetah Girls | "Do No Wrong"                  | TCG                      | Interscope Records                     |
| 2008 | T.I.              | "Live Your Life"               | Paper Trail              | Grand Hustle Records                   |
| 2008 | Michelle Williams | "Stop This Car"                | Unexpected               | Columbia Records                       |
| 2009 | Rihanna           | "Mad House"                    | Rated R                  | Def Jam Records                        |
| 2009 | Rihanna           | "Rude Boy"                     | Rated R                  | Def Jam Records                        |
| 2009 | David Guetta      | "If We Ever"                   | One Love                 | Virgin Records                         |
| 2010 | Sugababes         | "About a Girl"                 | Sweet 7                  | Island Records, Roc Nation             |
| 2010 | Kelis             | "Acapella"                     | Flesh Tone               | will.i.am music group                  |
| 2010 | Toni Braxton      | "Make My Heart"                | Pulse                    | Atlantic Records                       |
| 2010 | Toni Braxton      | "Lookin' At Me"                | Pulse                    | Atlantic Records                       |
| 2010 | Toni Braxton      | "The Wave"                     | Pulse                    | Atlantic Records                       |
| 2010 | Eminem            | "Love the Way You Lie"         | Recovery                 | Aftermath Entertainment, Shady Records |